# Luiyi Lugo
Luiyi Lugo (* 21. Februar 1994 in Santiago de los Caballeros, Dominikanische Republik) ist ein dominikanischer Fussballspieler auf der Position eines Stürmers und Mittelfeldspielers, der auch im Besitz der Schweizer Staatsbürgerschaft ist. Seit Sommer 2022 steht er im Aufgebot des SC Cham mit Spielbetrieb in der Promotion League, der dritthöchsten Spielklasse des Schweizer Fussballs der Männer.

## Leben
Luiyi Lugo wurde am 21. Februar 1994 in Santiago de los Caballeros, der zweitgrössten Stadt der Dominikanischen Republik, geboren und kam als Vierjähriger mit seinen Eltern in die Schweiz. Er besuchte in Baden AG im Kanton Aargau den Kindergarten und die Primarschule, ehe er an die Sportschule in Buchs AG wechselte.

## Karriere
Lugo begann seine Fussballkarriere als Nachwuchsspieler unter anderem beim FC Aarau. Nachdem er bis Sommer 2012 noch in dessen U-18-Kader zum Einsatz gekommen war, spielte er ab der Spielzeit 2012/13 in der fünfthöchsten Fussballliga der Schweiz. In der 2. Liga interregional – Gruppe 5 kam er für die U-21-Mannschaft des FC Aarau zum Einsatz und war dabei zumeist als Stammspieler auf dem Spielfeld. Von seinem damaligen Trainer Thomas Binggeli wurde er in 13 der ersten 14 Meisterschaftsrunden eingesetzt und hatte bis zu diesem Zeitpunkt bereits neun Ligatreffer erzielt. Nachdem er daraufhin zwischen Mitte März und Mitte Mai 2013 in acht aufeinanderfolgenden Meisterschaftsspielen nicht mehr dem Kader angehört hatte, setzte ihn Binggeli noch in den letzten vier Spielrunden ein, wo er jedoch kein einziges Mal mehr als Stammspieler agierte, trotzdem aber einen weiteren Treffer beisteuern konnte. Mit der Mannschaft schloss er die Saison auf dem achten Tabellenplatz ab und wurde nach seinen zehn Toren in 17 Ligaspielen von diversen Schweizer Mannschaften umworben. Schliesslich wechselte er noch in der Sommerpause vor der Spielzeit 2013/14 zur ersten Mannschaft des in der viertklassigen 1. Liga – Gruppe 2 spielenden FC Baden.
Beim Traditionsklub aus Baden wurde er von Trainer Sven Christ von Beginn an auf seiner angestammten Position als Mittelstürmer eingesetzt, kam jedoch nur sehr selten über die volle Spieldauer zum Einsatz. Im Laufe der Saison wechselten seine Positionen im Offensivbereich des Öfteren, zumeist war er jedoch als Mittelstürmer auf dem Platz. Bis zum Ende der Spielzeit 2013/14 hatte es Lulo auf 24 Meisterschaftseinsätze sowie sechs Treffer gebracht und rangierte mit der Mannschaft auf dem dritten Tabellenplatz. Damit schaffte die Mannschaft nur knapp die Qualifikation für die nachfolgende Relegation, wobei Lugo vor allem im Zwischenrundenhinspiel gegen die USV Eschen-Mauren überzeugen konnte, als er bei einem 5:0-Kantersieg einen Hattrick beisteuerte. Bei seinen vier Einsätzen in der Relegation erzielte er insgesamt drei Tore und bereitete ein weiteres vor. Am Aufstieg in die Promotion League, die dritthöchste Spielklasse des Landes, nur knapp gescheitert, verbrachte die erste Mannschaft des FC Baden die Saison 2014/15 in der 1. Liga – Gruppe 3. Davor nahm Lugo noch an der Qualifikationspartie zum Schweizer Cup 2013/14 teil und schaffte es im Hauptwettbewerb bis in den Achtelfinal, wo man dem FC Zürich nach 1:0-Führung mit 1:4 unterlag. Lulo wurde in den ersten beiden Spielen als Einwechselspieler eingesetzt und sass im letztgenannten Achtelfinalspiel uneingesetzt auf der Ersatzbank. Beim Erstrundensieg (6:0) über den SC Fulenbach erzielte er zwei Treffer.
In der Saison 2014/15 kam er unter dem neuen Trainer Gabor Gerstenmaier weiterhin als Stammspieler im Offensivbereich zum Einsatz und wurde dabei abwechselnd als Mittelstürmer und als Rechtsaussen eingesetzt. Bis zur zehnten Runde wurde er in allen Meisterschaftsspielen eingesetzt, wobei er sieben Tore erzielte, ehe er bis zur Winterpause kein einziges Ligaspiel mehr absolvierte. Danach startete er wieder als Stammspieler in die Frühjahrssaison, die er jedoch nach zwei Spielen aufgrund seines Aufgebots für die Fussballnationalmannschaft der Dominikanischen Republik kurzzeitig unterbrechen musste. Für sein Geburtsland kam er in weiterer Folge am 25. März 2015 bei einer 0:3-Niederlage in einem freundschaftlichen Länderspiel gegen Kuba zum Einsatz, als er von Beginn an spielte und ab der 73. Spielminute durch Kerbi Rodríguez ersetzt wurde. Der Kontakt zur Nationalmannschaft wurde bereits ein Jahr zuvor durch den in Zürich geborenen dominikanisch-schweizerischen Doppelbürger Heinz Barmettler, der zu diesem Zeitpunkt Mannschaftskapitän der Nationalauswahl war, aufgebaut. Nach der Rückkehr in die Schweiz kam Lulo unter dem neuen Trainer Thomas Jent, der Gerstenmaier trotz dessen Erfolgen – unter anderem überwinterte man als Tabellenerster – ablöste, zum Einsatz. Jent setzte ihn jedoch nur selten als Stammspieler eine, wodurch der Mittelstürmer in keiner der restlichen Partien bis Saisonende mehr über die volle Spieldauer auf dem Rasen war. Im Endklassement belegte er mit dem FC Baden abermals den dritten Tabellenplatz, war damit jedoch – im Gegensatz zum letzten Jahr – nicht für die Relegation teilnahmeberechtigt. Mit der Mannschaft schied er bereits in der Zwischenrunde in den zwei Partien gegen den SC Cham mit einem Gesamtscore von 0:9 aus Hin- und Rückspiel aus. Insgesamt brachte es der Offensivspieler auf 20 Ligaeinsätze sowie acht Tore und zwei Torvorlagen und wurde zudem in einem Qualifikationsspiel zum Schweizer Cup 2014/15 sowie im Erstrundenspiel des Hauptwettbewerbs gegen den FC St. Gallen eingesetzt.
Zum Saisonbeginn 2015/16 folgte ein neuerlicher Vereinswechsel, der den gelernten Stürmer diesmal zum FC Wohlen in die Challenge League, die zweithöchste Spielklasse im Schweizer Fussball, brachte. Nachdem er somit von der viert- in die zweithöchste Liga aufgestiegen war, agierte er in dieser unter Trainer Martin Rueda ausschliesslich als Ersatzspieler. Dabei kam er bereits im Erstrundenspiel, einem 1:1-Auswärtsremis gegen den FC Aarau, zu seinem Pflichtspieldebüt, als er ab der 84. Minute für Bujar Lika auf den Rasen kam. Danach gehörte er bis zur Winterpause bis auf eine Partie in allen Meisterschaftsspielen dem Kader an und wurde bis zu diesem Zeitpunkt in sechs der 18 möglichen Ligaspielen kurzeingesetzt. Um dennoch Spielpraxis zu sammeln, wurde er kurzfristig in der zweiten Mannschaft mit Spielbetrieb in der fünftklassigen 2. Liga interregional – Gruppe 5 eingesetzt und noch in der Winterpause an den Schweizer Drittligisten SC YF Juventus Zürich ausgeliehen, bei dem er fortan zumeist ebenfalls nur als Ersatzspieler fungierte. Erst im Laufe der Zeit kam er auch zu längeren Einsätzen und war dabei auf verschiedenen Offensivpositionen im Einsatz. Bis zum Saisonende brachte er es für den Klub aus Zürich auf elf Meisterschaftseinsätze, bei denen ihm ein Tor gelang. Während der SC YF Juventus im Endklassement den zehnten Tabellenplatz belegte, schaffte es sein Stammverein FC Wohlen auf den achten von zehn Plätzen der Challenge League.
Noch in der Sommerpause vor der Saison 2016/17 kehrte Lugo wieder zu seinem alten Verein, dem FC Baden, zurück und startete bei diesem erneut als Stammspieler auf den Flügeln in die Saison. Jedoch stand er nach drei absolvierten Meisterschaftsrunden verletzungsbedingt nicht mehr im Kader der noch immer von Thomas Jent trainierten Mannschaft.
Am 1. Januar 2018 wechselte er zum Erstligisten FC Wettswil-Bonstetten und erwies sich dort als erfolgreich: Ihm gelangen in 41 Meisterschaftsspielen 31 Tore. Seit 2020 spielte er wieder für den FC Wohlen. 2022 wechselte er zum SC Cham.